# Łucznictwo na Letnich Igrzyskach Olimpijskich Młodzieży 2014
Łucznictwo na II Letnich Igrzyskach Olimpijskich Młodzieży w Nankin rozgrywane było dniach 22–26 sierpnia. Zawodnicy rywalizowali w trzech konkurencjach (indywidualnie zarówno chłopcy i dziewczęta oraz par mieszanych). Kwalifikację do turnieju olimpijskiego w łucznictwie uzyskało 32 zawodników i 32 zawodniczki.

## Medaliści
| Konkurencja                | Złoto                         | Srebro                             | Brąz                        |
| Dziewczęta - indywidualnie | Li Jiaman                     | Melanie Gaubil                     | Lee Eun-gyeong              |
| Chłopcy - indywidualnie    | Lee Woo-seok                  | Marcus Vinicius D'Almeida          | Atul Verma                  |
| Pary mieszane              | Li Jiaman Luis Gabriel Moreno | Cynthia Freywald Muhamad Zolkepeli | Mirjam Tuokkola Eric Peters |

### Tabela medalowa
| Miejsce | Państwo          | Złoto | Srebro | Brąz | Razem |
| ------- | ---------------- | ----- | ------ | ---- | ----- |
| -       | Drużyna mieszana | 1     | 1      | 1    | 3     |
| 1       | Korea Południowa | 1     | 0      | 1    | 2     |
| 2       | Chiny            | 1     | 0      | 0    | 1     |
| 3       | Brazylia         | 0     | 1      | 0    | 1     |
| 3       | Francja          | 0     | 1      | 0    | 1     |
| 5       | Indie            | 0     | 0      | 1    | 1     |
|         | Razem            | 3     | 3      | 3    | 9     |